# Arimacsi Szaori
Arimacsi Szaori (有町 紗央里; Hepburn: Arimachi Saori) (Fukui prefektúra, 1988. július 12. –) japán válogatott labdarúgó.

## Klub
A labdarúgást az Ohara Gakuen JaSRA csapatában kezdte. 2008-ban az Okayama Yunogo Belle csapatához szerződött. 132 bajnoki mérkőzésen lépett pályára és 32 gólt szerzett. 2015-ben a Mynavi Vegalta Sendai csapatához szerződött.

## Nemzeti válogatott
A japán U20-as válogatott tagjaként részt vett a 2008-as U20-as világbajnokságon.
2013-ban debütált a japán válogatottban. A japán válogatottban 6 mérkőzést játszott.

## Statisztika
| Japán válogatott | Japán válogatott | Japán válogatott |
| Időszak          | Mérk.            | gól              |
| ---------------- | ---------------- | ---------------- |
| 2013             | 1                | 0                |
| 2014             | 0                | 0                |
| 2015             | 4                | 0                |
| 2016             | 1                | 0                |
| Összesen         | 6                | 0                |